# جرمین لنز
جرمین مارسیانو لنز (هلندی: Jeremain Marciano Lens؛ زادهٔ ۲۴ نوامبر ۱۹۸۷) بازیکن فوتبال اهل هلند است.

## تیم ملی
وی همچنین در تیم ملی فوتبال هلند بازی کرده‌است.